# Telekommunikationsunternehmen
Ein Telekommunikationsunternehmen (TK-Unternehmen, TKU) hat den Betriebszweck, Informationen und Daten in weltumspannenden Netzwerken zu wandeln, zu übertragen und zu vermitteln, um Telekommunikation zwischen Menschen zu jeder Zeit und an jedem Ort zu ermöglichen. Dies wird durch ein Kommunikationssystem möglich gemacht.

## Allgemeines
Insbesondere die Liberalisierung und Privatisierung der durch Staatsmonopole beherrschten Telekommunikationsmärkte in Europa seit 1998 hat dazu geführt, dass verschiedene Arten von TK-Unternehmen entstanden sind, die sich durch ihre Wertschöpfungsprozesse und Stellung am Markt deutlich voneinander unterscheiden. Der Wettbewerb hat zu Preissenkungen, Qualitätsverbesserungen und Innovationen auf dem Markt gesorgt. 

## Arten
Man unterscheidet zwischen asynchroner und synchroner Telekommunikation. Bei der asynchronen Telekommunikation werden die Nachrichten aufgezeichnet oder aufgeschrieben, mit zeitlicher Verzögerung zum Empfänger transportiert und erst dann (vielleicht) von ihm rezipiert (Brief, E-Mail, Telefax, Anrufbeantworter). Die synchrone Telekommunikation stellt eine wechselseitige Kommunikationsverbindung her, die Absender und Empfänger in direkten Kontakt bringt (Telefonie, Videokonferenz, Chatten).
Im Hinblick auf die Signalübertragung gibt es:
- das physisch transportierte Medium: Post, mündliche Überbringung durch Boten,
- optische Telegrafie: Rauch- oder Feuerzeichen, Flaggenzeichen, Spiegeltelegraphen oder Infrarot,
- Schallzeichen: Nebelhorn, Sirene oder Jagdhorn,
- kabelgebunden: Elektrischer Telegraf, Telefon, Fernschreiber oder
- drahtlos: Funktelegrafie, Sprechfunk, Rundfunk.

In der heutigen Nachrichtentechnik erfolgt Telekommunikation fast ausschließlich über Kabel (Fernmeldekabel, Koaxialkabel, auch über das Stromnetz) oder mittels Funktechnik drahtlos. Bis in die jüngste Vergangenheit hatte die optische Telekommunikation zudem eine gewisse Bedeutung im Rahmen von Infrarot-Fernbedienungen und -Modems.

## Telekommunikationstechnik als Basis von Telekommunikationsunternehmen
Grundlage für alle heutigen Telekommunikationsunternehmen waren technische Entwicklungen im 19. Jahrhundert: Die Ideen von Charles Wheatstone, William Fothergill Cooke und Samuel F. B. Morse legten 1837 zunächst die Grundlage für die Fernübertragung von codierten Nachrichten, der Telegrafie. Die Entwicklung des marktfähigen Telefones durch Alexander Graham Bell im Jahre 1876, das durch die Erfindung des Kohlemikrofons von Thomas Alva Edison jr. 1877 noch verbessert wurde, ermöglichte das Fernsprechen. Mit der Erfindung der Verstärkerröhre durch Robert von Lieben im Jahre 1906 war die Schaffung der technischen Basis für den Aufbau landesweiter Telekommunikationsnetze weitgehend abgeschlossen.

## Das staatliche Fernmeldewesen als Vorgänger der heutigen europäischen TK-Unternehmen
Die Führung des Fernmeldewesens als staatliche Verwaltung und seine fundamentale Bedeutung für das gesamte gesellschaftliche Leben führten schnell zu einer flächendeckenden Organisation in den meisten europäischen Ländern. Formuliert wurden Daseinsvorsorgeaufträge, nach denen im gesamten Land zu gleichen Konditionen bestimmte Mindestleistungen der Telekommunikation anzubieten waren.
Die flächendeckende Präsenz und das flächendeckende Leistungsangebot führten zu einem Verwaltungsaufbau mit weitgehend typisierten Organisationseinheiten.
Neben Post und Bahn waren die Fernmeldeverwaltungen Anfang des 20. Jahrhunderts die größten staatlichen Organisationen in Europa.
Nach dem Wegfall der Monopole durch die Liberalisierung des europäischen Telekommunikationsmarktes 1998 übernahmen die Regulierungsbehörden die Aufgabe, einen wirklichen Wettbewerb sicherzustellen. Auf diese Weise hat sich die Angebotsvielfalt am Markt der Sprachtelefon- und Sprachmehrwertdienste deutlich erhöht.

## Wertschöpfungsprozesse in der Telekommunikation
Die Leistungserstellung von Telekommunikationsunternehmen ist sehr komplex. Unterschiedliche Stufen der Wertschöpfung werden dabei sowohl von vertikal integrierten Unternehmen als auch von institutionell getrennten Einheiten erbracht. Die Kernwertschöpfung der Unternehmen wird flankiert durch IT- und Marketingaktivitäten.
Die erste Stufe bildet die Transportebene. Sie umfasst die Leitungen und die Übertragungstechnik. Grundlage für Errichtung und Betrieb sind Wegerechte.
Die zweite Stufe ist die Vermittlungsebene. Zu ihr gehören die Vermittlungstechnik (Switches), die Anschaltepunkte anderer Netzbetreiber (Point of Interconnection, POI) und die Anschaltepunkte zu den Kunden (Point of Presence, POP).
In modernen digitalen Netzen laufen Sprache- und Daten über die gleichen physikalischen Netze. Für Daten übernehmen Router die Funktion der Switches. Die skizzierte Netzinfrastruktur bietet die Basis für ein breites Angebot an Sprach- und Datenkommunikation auf der Diensteebene, wobei hier Basis- und Mehrwertdienste unterschieden werden.
Ein bekanntes Beispiel für Basis-Sprachdienste ist die ISDN-Telefonie.
Das Internet und die dafür bereitgestellten Zugänge sowie das Internetworking zwischen lokalen Netzen sind Beispiele für reine Datendienste. Sprach- und Datendienste verschmelzen durch die IP-basierte Technologie immer mehr. Zu den Mehrwertdiensten gehören zum Beispiel 0800er und 0900er Nummern, Televoting und spezielle Server- und Gateway-Dienste. Von zunehmender Bedeutung im Mehrwertbereich ist das Angebot von multimedialen Inhalten im Netz (Content).
Der Betrieb der Netze und das Angebot an Diensten setzt ein Netzwerkmanagement, also eine Dienste-Ebene voraus, womit der Netzbetrieb überwacht, gesteuert und mit den Aufzeichnungen über die bereitgestellten Verbindungen (Call Data records) und Berechtigungsprüfungen und -vergaben realisiert werden können.
Das Netzwerkmanagement ist die Grundlage für die Rechnungserstellung gegenüber den Kunden (Billing) und für die Gestaltung rechnergestützter Endgeräte (Front-Ends) für die Kundenbetreuung (Customer Care). In engem Zusammenhang mit dem Endgerät steht die Frage des einheitlichen Angebotes von Leistungen unter einer Marke (Branding).
Die Leistungserbringung eines TK-Unternehmens erfordert darüber hinaus weitere, recht bedeutende und umfassende Unterstütuzungsfunktionen (Support). Beispiele sind Einkauf, Finanzen, Personal, Recht, Ressourcenmanagement, einschließlich Grundstücke, Gebäude und interne Informationsverarbeitungsinfrastruktur.
Die abschließende Stufe der Wertschöpfung ist die Vertriebsebene, die durch die richtige Kombination von Produkt, Preis, Vertriebskanal und Werbung (Marketing-Mix) die Leistungen des Unternehmens differenziert nach Märkten und Kunden vermarkten soll.

## Klassifizierung von TK-Unternehmen anhand der Wertschöpfung
Die aufgezeigte Wertschöpfungskette gestattet es, Telekommunikationsunternehmen in vier Typen zu klassifizieren, wobei einige Typen sowohl flächendeckend als auch nur regional begrenzt operieren können.
| Typ/Ebene         | Transport | Vermittlung | Dienste | Vertrieb |
| ----------------- | --------- | ----------- | ------- | -------- |
| Netzbetreiber     | x         | x           | x       | x        |
| Switched Reseller |           | x           | x       | x        |
| Reseller          |           |             | x       | x        |
| Händler           |           |             |         | x        |

Telekommunikationsnetzbetreiber sind klassische Telekommunikationsunternehmen, welche alle Stufen der Wertschöpfung ausführen, wie die Deutsche Telekom oder Orange. Oftmals hervorgegangen aus einer ehemaligen staatlichen Fernmeldeverwaltung plant, baut und betreibt ein klassisches TK-Unternehmen selbst Netze, offeriert Vermittlungsfunktionen und tritt als „Full Service Provider“, also als Anbieter einer kompletten Palette von TK- und IT-Leistungen und -Produkten auf. Das Vorhandensein mindestens eines Netzbetreibers ist die Voraussetzung für die Existenz der anderen Typen von Telekommunikationsunternehmen.
Switched Reseller kaufen Transportleistungen von einem Netzbetreiber ein, nehmen aber selbst Vermittlungsfunktionen war. Sie generieren selbst Angebote und Mehrwertdienste und ersparen sich langfristige Investitionen in Netze. 
Reseller kaufen auch die Vermittlungsfunktion ein. Ihr Schwerpunkt sind zumeist hochspezialisierte Mehrwertdienste. Sie verfügen typischerweise über eine hohe Marketingkompetenz. Als Beispiel gelten hier auch die Mobilfunkanbieter.
Händler verzichten ganz auf eigene technische Infrastrukturen und Diensteangebote. Sie vermarkten die Dienste anderer TK-Unternehmen und bieten Endgeräte verschiedener Hersteller zur Nutzung der Dienste.

## Einfluss auf TK-Unternehmen durch Globalisierung und Konvergenz
Die Charakteristik eines TK-Unternehmens wird geprägt durch:
- Internationale Beteiligung und Organisationsstruktur sowie
- Konvergenz.

### Internationale Beteiligung und Organisationsstruktur
Die Liberalisierung der Märkte und die Privatisierung der ehemaligen staatlichen Fernmeldeverwaltungen gestatten den großen Netzbetreibern, auch international tätig zu werden. Organisatorische Folge der Globalisierung ist der Übergang von national orientierten monolithischen Unternehmensstrukturen hin zu einem Netzwerk verbundener Unternehmen und Beteiligungen, die in unterschiedlicher Rechtsform einen Großkonzern bilden. Merkmal internationaler Großkonzerne ist es, dass mehrere rechtlich selbstständige Unternehmen unter einer einheitlichen Leitung stehen und eine ökonomisch-organisatorische Einheit bilden. Wesentliche Aufgabe der Leitung ist das Durchsetzen einer einheitlichen Konzernstrategie. Je nach dem Grad der Autonomie, die Konzerneinheiten haben, unterscheidet man operative Holding, Managementholding und Finanzholding.
In der operativen Holding übernimmt die Konzernzentrale sowohl die strategische als auch die operative Führung der Geschäftsfelder. In der Finanzholding definiert die Konzernzentrale nur Anlagenziele der ansonsten selbstständig agierenden Unternehmen. In der Managementholding nimmt die Konzernzentrale Einfluss auf die strategische Führung der Konzerneinheiten, bleibt aber bei der operativen Führung außen vor. Je nach Holdingtyp ergeben sich für die Organisation der Konzernzentrale und der dezentralen Einheiten unterschiedliche Aufgaben und Gestaltungsspielräume.

### Konvergenz
Konvergenz beschreibt einerseits das Verschmelzen bisher eigenständiger Netze, Dienste, Produkte und infolge dazu auch von Märkten und andererseits das Verschmelzen von Informations- und Telekommunikationstechnik. Basis für die Konvergenz ist die Digitalisierung des universellen weltumspannenden Telekommunikationsnetzes, der Medien und der Geräte zu ihrer Nutzung. Bis Ende der 1980er Jahre war die Geschichte der Fernmeldetechnik weitgehend die Geschichte analoger Signalverarbeitung. Für einzelne Dienste wurden spezifische Netze und Endgeräte bereitgestellt. Ende der 1980er Jahre begann auf der Grundlage der sich rasch entwickelnden Digitaltechnik der Übergang von den analogen zu den digitalen Netzen. Digitale Inhalte können heute auf unterschiedlichsten Wegen übermittelt werden, ausschlaggebend ist nicht mehr die Art der Übermittlung, sondern nur noch die Übermittlungskapazität.

## Zusammenfassende Charakteristik eines Telekommunikationsunternehmens
In voller Ausprägung ist ein Telekommunikationsunternehmen demnach:
- ein Anbieter von sowohl IT- und TK-spezifischen und als auch von Konvergenzprodukten
- am internationalen Markt,
- der als Großkonzern aufgestellt ist und
- gegebenenfalls durch eine Holding geführt wird,
- der über eine flächendeckende, mehrstufige und typisierte Flächenorganisation
  - mindestens im Heimatland und
  - differenzierte, länderspezifische Organisationen im Ausland verfügt,
- der seine Leistungen
  - markt-, branchen- und kundenorientiert und
  - in einem Mix aus vertikaler Integration und outgesourcter Leistung erbringt,
- wobei die gesamte Wertschöpfungskette vom Transport von Information bis hin zum Vertrieb von differenzierten IT/TK-Dienstleistungen und -Produkten durchlaufen wird.

## Kritik
In Deutschland sind Telekommunikationsunternehmen aufgrund ihres unzureichenden Customer-Relationship-Managements und Kundendienstes, unzulässiger Vertragsklauseln, unzulässigen einseitigen Vertragsänderungen, ihrer aggressiven, teils unlauteren Vertriebsmethoden (insbesondere bei Haustürgeschäften durch Drückerkolonnen, Telefonverkauf (Cold Calls), Direktmarketing), Mehrwertdienst- und Dialer-Missbrauchs, des Inrechnungstellen von Verbindungen bei Nichterreichbarkeit des Teilnehmers, durch Inkassopannen sowie die Abrechnung von Drittanbietern (bei denen umstritten ist, ob Verträge überhaupt geschlossen worden sind) in das Visier von kritischen Verbrauchern und Verbraucherschützern geraten. So beklagte 2006 etwa die Verbraucherzentrale des Landes Brandenburg, dass die bei ihr eingereichten Verbraucherbeschwerden hauptsächlich Telekommunikationsunternehmen betreffen.
Im Bereich des anmeldefreien Call-by-Call-Marktes (insbesondere auch bei Internet-by-Call), in dem keine Vertragsbindung existiert, gibt es zudem die Phänomene der kurzfristig angekündigten oder unangekündigten Tarifänderungen und der extremen Minutenpreisspreizungen der Tarife in Tarif- und Zeitzonen, die in keinem Zusammenhang mit Vorleistungskosten stehen und die den Zweck haben, den Konsumenten durch einzelne Signalpreise unterhalb der IC-Gebühren zur dauerhaften unterschiedslosen Nutzung der Angebote auch zu hochpreisigen Tarifzeiten und -zielen zu bewegen. Deshalb müssen seit der Novellierung des Telekommunikationsgesetzes im Mai 2012 die Preise zu Beginn des Telefonats bei Call-by-Call, allerdings nicht bei Internet-by-Call, angesagt werden.
Im Bereich der Flatrate-Angebote für private Verbraucher zeichnen sich einige Anbieter dadurch aus, dass von ihnen ab einem meist willkürlich festgelegten Nutzungsumfang (Power-User) unzulässige gewerbliche Nutzung unterstellt wird und sie die Kunden zur Einschränkung ihrer Nutzung auffordern oder versuchen, den Vertrag aufzulösen.